# 内邱站
内邱站是京广线沿途的一个铁路车站，位于中华人民共和国河北省邢台市内丘县内邱镇，建于1903年，目前为三等站。
目前不办理客运业务；货运：办理整车、零担货物发到。